# MITSUAKI
MITSUAKI（ミツアキ、1980年5月22日 - ）は、日本の男性歌手、俳優。本名は東山 光明。Honey L Daysのメンバー。DIAMOND☆DOGSの元メンバー。所属芸能事務所は株式会社アシスト。大阪府出身。血液型はA型。兄は同じく俳優と歌手の東山義久。

## 略歴
大学在学中よりインディーズでアカペラグループのメンバーとして活動。後に自身が発起したボーカルグループも結成し路上ライブやライブハウスで活動していた。同校卒業後の2003年に実兄である東山義久がリーダーを務めるDIAMOND☆DOGSに加入し舞台俳優として芸能界入りを果たした。同年に同グループのメンバーであるKYOHEIと出会いロックデュオ・Honey L Daysを結成する。ボーカルに加え、一部楽曲でKYOHEIと共同作詞や共同作曲を担当している。2008年9月3日にavex traxより1stシングル「Go⇒Way/Center of the World」でメジャーデビューを果たした。また、並行して舞台俳優としても継続して活動している。

## 出演舞台
| 上演日                                        | タイトル                                                     | 上演会場                                                    | 役名                      |
| --------------------------------------------- | ------------------------------------------------------------ | ----------------------------------------------------------- | ------------------------- |
| 2006年7月11日 - 7月19日                       | スイッチを押すとき〜君達はなぜ生きているんだ?〜              | 青山円形劇場 (東京都)                                       | 新庄亮太                  |
| 2007年10月26日 - 11月4日                      | スイッチを押すとき〜君達はなぜ生きているんだ?〜              | 新国立劇場・小劇場 The Pit (東京都)                         | 新庄亮太                  |
| 2008年3月13日 - 3月23日                       | 歌謡シアター「ラムネ」～木綿のハンカチーフ編～               | 新宿FACE (東京都)                                           | -                         |
| 2009年7月23日 - 7月26日                       | Tower of Sugar                                               | 全労済ホール/スペース・ゼロ (東京都)                        | -                         |
| 2010年1月23日 - 1月31日                       | KING OF THE BLUE                                             | ル テアトル銀座 (東京都)                                    | 弁天丸                    |
| 2011年4月7日 - 4月17日                        | 陰陽師〜Light and Shadow〜                                   | 新国立劇場・中劇場 Playhouse (東京都)                       | 猫丸                      |
| 2012年12月18日 - 12月26日                     | 朗読劇「しっぽのなかまたち」                                 | 全労済ホール/スペース・ゼロ (東京都)                        | 小雪、ファン太            |
| 2013年2月18日 - 2月23日                       | ZANNA～a musical fairy tale～                                | シアタークリエ (東京都)                                     | マイク                    |
| 2013年4月23日 - 5月5日                        | 朗読劇「しっぽのなかまたち2」                                | 恵比寿・エコー劇場 (東京都)                                 | 光太郎、次元              |
| 2013年9月3日 - 10月5日                        | ロミオ&ジュリエット                                          | 東急シアターオーブ (東京都)                                 | マーキューシオ            |
| 2013年10月12日 - 10月27日                     | ロミオ&ジュリエット                                          | 梅田芸術劇場・メインホール (大阪府)                         | マーキューシオ            |
| 2014年5月31日 - 6月8日                        | 朗読劇 私の頭の中の消しゴム 6th letter                       | 天王洲 銀河劇場 (東京都)                                    | 浩介                      |
| 2014年11月7日 - 11月16日                      | SONG OF SOULS-慶長幻魔戦記-                                  | KAAT神奈川芸術劇場 (神奈川県)                               | 猿岩勘三郎                |
| 2014年11月23日・24日                          | SONG OF SOULS-慶長幻魔戦記-                                  | 梅田芸術劇場・シアター・ドラマシティ (大阪府)               | 猿岩勘三郎                |
| 2017年2月7日 - 2月28日                        | ミュージカル「ビッグ・フィッシュ」                           | 日生劇場 (東京都)                                           | ザッキー・プライス        |
| 2017年4月9日 - 4月25日                        | きみはいい人、チャーリー・ブラウン                           | シアタークリエ (東京都)                                     | シュローダー              |
| 2017年4月29日                                 | きみはいい人、チャーリー・ブラウン                           | キャナルシティ劇場 (福岡県)                                 | シュローダー              |
| 2017年5月6日・7日                             | きみはいい人、チャーリー・ブラウン                           | サンケイホールブリーゼ (大阪府)                             | シュローダー              |
| 2017年7月26日 - 8月26日                       | ミュージカル「ビューティフル」                               | 帝国劇場 (東京都)                                           | -                         |
| 2018年3月16日 - 3月18日                       | SHOW HOUSE『GEM CLUBⅡ』                                      | シアター1010 (東京都)                                       | -                         |
| 2018年3月24日 - 4月5日                        | SHOW HOUSE『GEM CLUBⅡ』                                      | シアタークリエ (東京都)                                     | -                         |
| 2018年4月14日・15日                           | SHOW HOUSE『GEM CLUBⅡ』                                      | サンケイホールブリーゼ (大阪府)                             | -                         |
| 2018年4月18日                                 | SHOW HOUSE『GEM CLUBⅡ』                                      | 日本特殊陶業市民会館・ビレッジホール (愛知県)               | -                         |
| 2019年3月9日 - 3月21日                        | ミュージカル「ソーホー・シンダーズ」                         | よみうり大手町ホール (東京都)                               | ウィリアム・ジョージ      |
| 2019年3月23日・24日                           | ミュージカル「ソーホー・シンダーズ」                         | 森ノ宮ピロティホール (大阪府)                               | ウィリアム・ジョージ      |
| 2019年3月26日・27日                           | ミュージカル「ソーホー・シンダーズ」                         | 北國新聞赤羽ホール (石川県)                                 | ウィリアム・ジョージ      |
| 2019年3月28日                                 | ミュージカル「ソーホー・シンダーズ」                         | 刈谷市総合文化センター市民ホールアイリス・大ホール (愛知県) | ウィリアム・ジョージ      |
| 2019年3月31日                                 | ミュージカル「ソーホー・シンダーズ」                         | やまと芸術文化ホール・メインホール (神奈川県)               | ウィリアム・ジョージ      |
| 2019年11月1日 - 11月28日                      | ミュージカル「ビッグ・フィッシュ」12chairs version           | シアタークリエ (東京都)                                     | ザッキー・プライス        |
| 2019年12月7日・8日                            | ミュージカル「ビッグ・フィッシュ」12chairs version           | 刈谷市総合文化センター市民ホールアイリス・大ホール (愛知県) | ザッキー・プライス        |
| 2019年12月12日 - 12月15日                     | ミュージカル「ビッグ・フィッシュ」12chairs version           | 兵庫県立芸術文化センター・阪急中ホール (兵庫県)             | ザッキー・プライス        |
| 2020年4月7日 - 4月29日                        | ジョセフ・アンド・アメージング・テクニカラー・ドリームコート | 日生劇場 (東京都)                                           | リーヴァイ                |
| 2020年5月14日 - 5月18日                       | ジョセフ・アンド・アメージング・テクニカラー・ドリームコート | オリックス劇場 (大阪府)                                     | リーヴァイ                |
| 2020年7月2日 - 7月12日                        | Dramatico-musical BLUE RAIN                                  | 博品館劇場 (東京都)                                         | ルーク                    |
| 2020年7月22日                                 | Dramatico-musical BLUE RAIN                                  | 梅田芸術劇場・シアター・ドラマシティ (大阪府)               | ルーク                    |
| 2021年2月3日 - 2月28日                        | ミュージカル「僕とナターシャと白いロバ」                     | 浅草九劇 (東京都)                                           | 主演・ペクソク            |
| 2021年3月31日                                 | ミュージカル「PARTY」                                        | -                                                           | トム                      |
| 2021年6月27日 - 6月30日                       | Color of Theater「ROSSO」                                    | TBS赤坂ACTシアター (東京都)                                 | -                         |
| 2021年8月28日 - 10月3日                       | ミュージカル「SMOKE」                                        | 浅草九劇 (東京都)                                           | -                         |
| 2021年10月15日 - 10月17日                     | ミュージカル「SMOKE」                                        | 梅田芸術劇場・シアター・ドラマシティ (大阪府)               | -                         |
| 2021年11月3日                                 | ミュージカル「ソーホー・シンダーズ」                         | 東松山市民文化センター (埼玉県)                             | ウィリアム・ジョージ      |
| 2021年11月5日                                 | ミュージカル「ソーホー・シンダーズ」                         | 日本特殊陶業市民会館・ビレッジホール (愛知県)               | ウィリアム・ジョージ      |
| 2021年11月7日                                 | ミュージカル「ソーホー・シンダーズ」                         | 山口市民会館・大ホール (山口県)                             | ウィリアム・ジョージ      |
| 2021年11月9日                                 | ミュージカル「ソーホー・シンダーズ」                         | レクザムホール・大ホール (香川県)                           | ウィリアム・ジョージ      |
| 2021年11月13日・14日                          | ミュージカル「ソーホー・シンダーズ」                         | 関西医大・大ホール (大阪府)                                 | ウィリアム・ジョージ      |
| 2021年11月20日                                | ミュージカル「ソーホー・シンダーズ」                         | やまと芸術文化ホール・メインホール (神奈川県)               | ウィリアム・ジョージ      |
| 2021年11月25日 - 12月12日                     | ミュージカル「ソーホー・シンダーズ」                         | 紀伊國屋サザンシアター TAKASHIMAYA (東京都)                 | ウィリアム・ジョージ      |
| 2022年1月13日 - 1月26日                       | Dramatico-musical BLUE RAIN                                  | 博品館劇場 (東京都)                                         | ルーク                    |
| 2022年4月7日 - 4月29日                        | ジョセフ・アンド・アメージング・テクニカラー・ドリームコート | 日生劇場 (東京都)                                           | リーヴァイ                |
| 2022年5月5日 - 5月7日                         | ジョセフ・アンド・アメージング・テクニカラー・ドリームコート | 刈谷市総合文化センター市民ホールアイリス・大ホール (愛知県) | リーヴァイ                |
| 2022年5月12日 - 5月16日                       | ジョセフ・アンド・アメージング・テクニカラー・ドリームコート | オリックス劇場 (大阪府)                                     | リーヴァイ                |
| 2022年8月4日 - 9月11日                        | 音楽劇「刻」                                                 | 浅草九劇 (東京都)                                           | -                         |
| 2022年11月16日 - 11月22日                     | Dramatic Musical Collection 2022                             | 博品館劇場 (東京都)                                         | -                         |
| 2023年1月12日 - 2月5日 2023年1月16日 - 2月5日 | ミュージカル「キングアーサー」                               | 新国立劇場・中劇場 Playhouse (東京都)                       | ケイ                      |
| 2023年2月11日・12日                           | ミュージカル「キングアーサー」                               | 高崎芸術劇場・大劇場 (群馬県)                               | ケイ                      |
| 2023年2月24日 - 2月26日                       | ミュージカル「キングアーサー」                               | 兵庫県立芸術文化センター・KOBELCO大ホール (兵庫県)          | ケイ                      |
| 2023年3月4日・5日                             | ミュージカル「キングアーサー」                               | 刈谷市総合文化センター市民ホールアイリス・大ホール (愛知県) | ケイ                      |
| 2023年4月23日                                 | BACKBEAT                                                     | 江戸川区総合文化センター・大ホール (東京都)                 | -                         |
| 2023年4月28日 - 5月3日                        | BACKBEAT                                                     | 兵庫県立芸術文化センター・阪急中ホール (兵庫県)             | -                         |
| 2023年5月6日・7日                             | BACKBEAT                                                     | 市民会館シアーズホーム夢ホール・大ホール (熊本県)           | -                         |
| 2023年5月20日・21日                           | BACKBEAT                                                     | 関西医大・大ホール (大阪府)                                 | -                         |
| 2023年5月24日 - 31日                          | BACKBEAT                                                     | 東京建物 Brillia HALL (東京都)                              | -                         |
| 2023年6月22日 - 6月29日                       | ミュージカル「DEVIL」                                        | 梅田芸術劇場・シアター・ドラマシティ (大阪府)               | ジョン・ファウスト        |
| 2023年7月8日・9日                             | ミュージカル「DEVIL」                                        | ところざわサクラタウン (埼玉県)                             | ジョン・ファウスト        |
| 2023年7月11日 - 7月16日                       | ミュージカル「DEVIL」                                        | ヒューリックホール東京 (東京都)                             | ジョン・ファウスト        |
| 2023年12月8日 - 12月27日                      | フレンチロックミュージカル「赤と黒」                         | 東京芸術劇場・中ホール (東京都)                             | ムッシュー・ド・レナール  |
| 2004年1月3日 - 1月9日                         | フレンチロックミュージカル「赤と黒」                         | 梅田芸術劇場・シアター・ドラマシティ (大阪府)               | ムッシュー・ド・レナール  |
| 2024年8月31日・9月1日                         | ミュージカル「RUN TO YOU」                                   | 愛知県産業労働センターウインクあいち・大ホール (愛知県)     | -                         |
| 2024年9月1日 - 9月8日                         | ミュージカル「RUN TO YOU」                                   | COOL JAPAN PARK OSAKA・TTホール (大阪府)                    | -                         |
| 2024年9月12日 - 9月16日                       | ミュージカル「RUN TO YOU」                                   | 品川ステラボール (東京都)                                   | -                         |
| 2025年1月10日 - 1月14日                       | ミュージカル「ミセン」                                       | 新歌舞伎座（大阪府）                                        | 居酒屋店長 / 協力会社社長 |
| 2025年2月1日 - 2月2日                         | ミュージカル「ミセン」                                       | 愛知県芸術劇場 大ホール（愛知県）                           | 居酒屋店長 / 協力会社社長 |
| 2025年2月6日 - 2月11日                        | ミュージカル「ミセン」                                       | めぐろパーシモンホール 大ホール（東京都）                   | 居酒屋店長 / 協力会社社長 |
| 2025年11月 予定                               | ミュージカル「You Know Me〜あなたとの旅〜」                  | シアター代官山                                              |                           |
| 2025年12月 予定                               | ミュージカル「ALTAR BOYZ 2025」                              |                                                             | LUKE                      |

## 出演イベント
| 公演年 | 形態           | タイトル                                                                                       | 公演日・会場                                 |
| ------ | -------------- | ---------------------------------------------------------------------------------------------- | -------------------------------------------- |
| 2018年 | 有観客公演     | シアタークリエ10周年記念コンサート「TENTH」2幕：日替わりキャストによる10周年記念ガラコンサート | 01/16 シアタークリエ (東京都)                |
| 2018年 | 有観客公演     | シアタークリエ10周年記念コンサート「TENTH」2幕：日替わりキャストによる10周年記念ガラコンサート | 01/20 シアタークリエ (東京都)                |
| 2018年 | 有観客公演     | シアタークリエ10周年記念コンサート「TENTH」2幕：日替わりキャストによる10周年記念ガラコンサート | 01/24 シアタークリエ (東京都)                |
| 2018年 | 有観客公演     | シアタークリエ10周年記念コンサート「TENTH」2幕：日替わりキャストによる10周年記念ガラコンサート | 01/25 シアタークリエ (東京都)                |
| 2018年 | 有観客公演     | シアタークリエ10周年記念コンサート「TENTH」2幕：日替わりキャストによる10周年記念ガラコンサート | 01/27 シアタークリエ (東京都)                |
| 2018年 | 有観客公演     | シアタークリエ10周年記念コンサート「TENTH」2幕：日替わりキャストによる10周年記念ガラコンサート | 01/28 シアタークリエ (東京都)                |
| 2018年 | 有観客公演     | シアタークリエ10周年記念コンサート「TENTH」2幕：日替わりキャストによる10周年記念ガラコンサート | 01/29 シアタークリエ (東京都)                |
| 2018年 | 有観客公演     | 東山義久 芸能20周年記念コンサート「遥かなる大空へ -My Dream」                                  | 12/21 草月ホール (東京都)                    |
| 2019年 | 有観客公演     | SUPER “D-☆” SUMMER VALENTINE SHOW 2019 DIAMOND☆DOGS『ヴァレンタインに逢いましょう』            | 07/31 - 08/07 博品館劇場 (東京都)            |
| 2020年 | 無観客配信公演 | “atlas”musical collection meets friends                                                        | 09/24・09/25 会場不明                        |
| 2020年 | 無観客公演     | 伊礼彼方の音楽会～美しきパーティー～                                                           | 12/04 eplus LIVING ROOM CAFE&DINING (東京都) |
| 2021年 | 有観客公演     | 「The Song of Stars」～Live Entertainment from Musical～                                       | 07/05 COTTON CLUB (東京都)                   |
| 2022年 | 有観客公演     | 「The Song of Stars」～Live Entertainment from Musical～                                       | 02/11・02/12 COTTON CLUB (東京都)            |
| 2023年 | 有観客公演     | 「The Song of Stars」～Live Entertainment from Musical～                                       | 03/21 COTTON CLUB (東京都)                   |

## 出演
| 公開日        | タイトル       | 配給会社                   | 役名       |
| ------------- | -------------- | -------------------------- | ---------- |
| 2003年        | キル・鬼ごっこ | ベンテンエンタテインメント | イチロウ   |
| 2008年10月4日 | 僕らの方程式   | バイオタイド               | 吉村カシワ |

| 放送日        | タイトル                                                          | 放送局         |
| ------------- | ----------------------------------------------------------------- | -------------- |
| 2015年9月2日  | THEカラオケ★バトルスペシャル・歌の異種格闘技戦7第1部              | テレビ東京系列 |
| 2015年10月7日 | THEカラオケ★バトルスペシャル・最強男子ボーカリストNo.1決定戦第1部 | テレビ東京系列 |